# ヤマ (ヨガ哲学)
ヤマ（サンスクリットयम、 yamas、禁戒） は、ヨガ哲学においての倫理規範を表す。ヤマとは制御や抑制を意味する。ヤマは、ヒンドゥー教の古典に由来し、自己規制のためのリストであり、戒律または誓約として表される。対をなすヤマが"してはいけないこと"を表すのに対し、ニヤマは"するべきこと"を表す。ヤマとニヤマは、人生を良く生きるための個人的義務とされている。

## 由来と意味
ヤマの最初の言及は、紀元前2千年紀に編纂されたリグ・ヴェーダにあり、その後ヒンドゥー教の様々な文献で論じられている。代表的には、紀元後4～5世紀に編纂されたパタンジャリのヨーガ・スートラで、5つのヤマが列挙され、多くのヒンドゥー経典でも"戒律"として定義されている。
パタンジャリは、ヨガの8つの実践である八支則の第一段階にヤマを位置づけている。これは、悟りを開き心身一如の実現に向けたヨガ実践の出発点です。ヤマとは、"有害な行為、言葉、思考の自制"を意味します。